# Abhishek Kapoor
Pour les articles homonymes, voir Kapoor.
Abhishek Kapoor, né le 6 août 1971, est un réalisateur, scénariste et acteur indien.

## Biographie
Abhishek Kapoor commence sa carrière cinématographique comme acteur dans Aashique Mastane (Ajay Kashyap, 1995) qui est un échec commercial. Uff!Yeh Mohabbat (Vipin Handa, 1996), où il joue aux côtés de Twinkle Khanna, attire l'attention des critiques mais reste ignoré du public, de même que Shikaar (Bobby Raj, 2000).
Abhishek Kapoor décide alors de se tourner vers la réalisation et en 2006 il dirige et écrit Aryan: Unbreakable dans lequel Sohail Khan interprète un jeune boxeur promis à bel un avenir, contraint d'abandonner sa carrière pour subvenir aux besoins de sa famille. Cependant, bien que loué par la critique, le film fait face à l’indifférence du public.

Deux ans plus tard, il écrit et réalise Rock On!!, film largement autobiographique. Il y raconte l'histoire de quatre musiciens de rock dont le groupe et l'amitié volent en éclats lorsque survient la réussite. Ce long métrage, qui voit les débuts d'acteur de Farhan Akhtar, suscite les louanges des critiques, l'adhésion du public et est couronné d'une multitude de récompenses dont le National Film Award du Meilleur film de fiction en hindi et le Filmfare Award de la meilleure histoire. Une suite, Rock On!! 2, est en préparation.

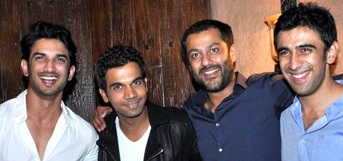
Abhishek Kapoor entouré par les acteurs de Kai Po Che

En 2013, pour Kai Po Che, Abhishek Kapoor adapte Les trois erreurs de ma vie, best seller de l'auteur à succès, Chetan Bhagat (hi). Il retient des acteurs peu connus au cinéma, Sushant Singh Rajput, Amit Sadh et Raj Kumar Yadav, pour incarner trois jeunes gujaratis passant à l'âge adulte sur fond de tremblement de terre en 2001 puis des violences inter religieuses de 2002. La profondeur des personnages, la qualité de l'interprétation et la sincérité de l'amitié qui lie les personnages principaux, convainquent aussi bien les critiques que le public.

## Filmographie
| Année | Titre                    | Fonction(s)               |
| ----- | ------------------------ | ------------------------- |
| 1995  | Aashique Mastane         | Acteur                    |
| 1996  | Uff!Yeh Mohabbat         | Acteur                    |
| 2000  | Shikaar                  | Acteur                    |
| 2006  | Aryan: Unbreakable       | Réalisateur et scénariste |
| 2008  | Rock On!!                | Réalisateur et scénariste |
| 2013  | Kai Po Che               | Réalisateur et scénariste |
| 2021  | Chandigarh Kare Aashiqui | Réalisateur et scénariste |